# Amélie de Nassau-Siegen
Amélie de Nassau-Siegen (en allemand Amalie von Nassau-Siegen) est née à Siegen (Allemagne) le 12 septembre 1615 et meurt à Soulzbach le 24 août 1669. Elle est une noble allemande, fille de Jean VII de Nassau-Siegen et de sa seconde épouse Marguerite de Schleswig-Holstein-Sonderbourg (en) (fille de Jean de Schleswig-Holstein-Sonderbourg et de sa première épouse Élisabeth de Brunswick-Grubenhagen).

## Mariage et descendance
Le 3 avril 1649 elle se marie à Stockholm avec Christian-Auguste de Palatinat-Soulzbach (1622-1708), fils du comte palatin Auguste (1582-1632) et de Hedwige de Holstein-Gottorp (1603-1657). De cette union en naissent:
1. Hedwige de Palatinat-Soulzbach (15 avril 1650 - 23 novembre 1681)
2. Amélie-Marie-Thérèse de Palatinat-Soulzbach (de) (31 mai 1651 – 11 décembre 1721)
3. Jean Auguste Hiel (11 décembre 1654 – 14 avril 1658)
4. Christian (14 août 1656 – 9 novembre 1657)
5. Théodore-Eustache de Palatinat-Soulzbach (14 février 1659 – 11 juillet 1732) marié à Marie-Éléonore de Hesse-Rheinfels.